# Cantonul Thénezay
Cantonul Thénezay este un canton din arondismentul Parthenay, departamentul Deux-Sèvres, regiunea Poitou-Charentes, Franța.

## Comune
| Comune                   | Populație (1999) | Cod poștal | Cod INSEE |
| ------------------------ | ---------------- | ---------- | --------- |
| Aubigny                  | 178              | 79390      | 79019     |
| Doux                     | 245              | 79390      | 79108     |
| La Ferrière-en-Parthenay | 802              | 79390      | 79120     |
| Lhoumois                 | 141              | 79390      | 79149     |
| Oroux                    | 103              | 79390      | 79197     |
| La Peyratte              | 1.149            | 79200      | 79208     |
| Pressigny                | 202              | 79390      | 79218     |
| Saurais                  | 183              | 79200      | 79306     |
| Thénezay                 | 1.460            | 79390      | 79326     |